# Alexander Bock (Leichtathlet)
Mahmad Alexander Bock (* 23. August 1994), auch Mohamed Bock, ist ein namibischer Sprinter, der sich auf den 400-Meter-Lauf spezialisiert hat. 

## Sportliche Laufbahn
Erste internationale Erfahrungen sammelte Alexander Bock 2018 bei den Afrikameisterschaften in Asaba, bei denen er im 400-Meter-Lauf mit 48,02 s im Halbfinale ausschied und mit der namibischen 4-mal-400-Meter-Staffel mit neuem Landesrekord von 3:11,53 min ebenfalls in der Vorrunde ausschied. Im Jahr darauf nahm er erstmals an den Afrikaspielen in Rabat teil und schied dort im Einzelbewerb mit 47,78 s in der ersten Runde aus und belegte mit der Staffel in 3:10,12 min den sechsten Platz. 2022 belegte er bei den Afrikameisterschaften in Port Louis in 46,75 s den achten Platz über 400 Meter. Bereits Ende April stellte er Gaborone mit 45,80 s einen neuen namibischen Landesrekord auf. Im August schied er bei den Commonwealth Games in Birmingham mit 46,71 s in der ersten Runde aus. 2024 belegte er bei den Afrikameisterschaften in Doula in 3:08,69 min und 3:28,90 min jeweils den sechsten Platz mit der Männerstaffel und in der Mixed-Staffel über 4-mal 400 Meter.
In den Jahren 2019 und 2021 wurde Bock namibischer Meister im 400-Meter-Lauf sowie 2021 auch in der 4-mal-100-Meter-Staffel.

## Persönliche Bestzeiten
- 200 Meter: 21,11 s (+1,1 m/s), 18. Mai 2019 in Windhoek
- 400 Meter: 45,80 s, 30. April 2022 in Gaborone (namibischer Rekord)